# أكاليتوس إيسيقي
أكاليتوس إيسيقي هو سوس التوت الأحمر سوس إيريوبايد وهي آفة خطيرة من الغليق المنتج تجارياً في الولايات المتحدة. سوس التوت البري لا يرى إلا بالمجهر ويتطلب على الأقل عدسة *20 للكشف عنها لها زوجان من الأرجل ومظهر رقيق شفاف.
يستعمر أكاليتوس إيسيقي مساحة صغيرة تحت المقاييس الخارجية للبراعم الخاملة من العليق. مع تقدم الموسم، تحدث الهجرة إلى التوت الأحمر فوق جذع الزهرة لاستعمار كسور الأوراق المحورية، وأرضية الكأس، وكذلك المسافات بين قطرات التوت.
يمنع السوس تغذية التوت وعدم إكتمال نضجه بشكل موحد، مما يتسبب في بقاء واحد إلى عدة قطرات كمجموعة حمراء زاهية على على الفكهة السوداء الناضجة تماماً.
لا تنضج القطرات المتأثرة أبدًا، مما يجعل الفاكهة بأكملها غير صالحة للأكل وغير قابلة للتسويق. تاريخيا، كان سوس التوت البري أكثر ضررا لأنواع التوت البري مثل تشيستر، التي تنضج في وقت لاحق في الصيف (أغسطس وسبتمبر). يمكن أن يتراوح فقدان العائد من تلف التوت البري من 10 إلى 50% من إجمال المحصول.
غالبًا ما يتم التحكم في تفشي سوس التوت الأحمر بواسطة الكبريت أو الزيوت الطبيعية.

## روابط خارجية
Redberry Mite IPM